# Borradaile Island
Borradaile Island är en ö i Antarktis. Den ligger i havet utanför Östantarktis. Nya Zeeland gör anspråk på området.
Ön upptäcktes 1839 av den engelska sjökaptenen John Balleny och den uppkallades efter en av expeditionens mecenater, W. Borradaile.